# Euplexia ikondae
Euplexia ikondae är en fjärilsart som beskrevs av Emilio Berio 1973. Euplexia ikondae ingår i släktet Euplexia och familjen nattflyn. Inga underarter finns listade i Catalogue of Life.